# Сеїр
Сеїр (івр. שֵׂעִיר, Seïr) — стародавня гориста місцевість на півдні Палестини між Червоним і Мертвим морями на південно-східній околиці Моава (Втор 2:8). Місцевість згадана у списку храму Солеба часів Аменхотепа III, датованого 1380 р. до н. е. та названою «країна Шасу Сеїр» разом з іншими місцевостями Едому.
Сеїр неодноразово згадується в Біблії. Її першими мешканцями були Хурити (Бут. 14:6) — печерні люди (Троглодити), що мешкали до приходу семітів. Незважаючи на примітивний уклад, вони розводили ослів (Бут. 14:24). Згодом їх змінили сини Ісава — ідумеї (Бут. 36:9). Ізраїльтяни під проводом Мойсея, повертаючись з Єгипту в землю обітовану, проходили гору Сеїр (Втор  2:1).
Сама назва Сеїр у перекладі з єврейського означає «зарослий» і, ймовірно, походить від імені вождя хореїв, які колись тут мешкали (Бут. 36:20). Сучасні коментатори вважають, що Сеїр у давнину називали гори, що обмежували зі сходу пустелю Негев, яку можна ототожнити з пустелею Фаран (Бут. 14:6).